# Deutsche Burschenschaft
Die Deutsche Burschenschaft (DB) ist ein Korporationsverband von Burschenschaften, einer bestimmten Form von Studentenverbindungen, in Deutschland und Österreich. Sie entstand 1881 als Allgemeiner Deputierten-Convent (ADC) und erhielt ihren heutigen Namen 1902. Sie führt sich zurück auf die Ideen, die mit der Gründung der Urburschenschaft in Jena 1815 verbunden waren.
In den letzten Jahren kam es wiederholt zu internen Richtungskämpfen, die sich unter anderem an umstrittenen Äußerungen einzelner Personen von Mitgliedsburschenschaften entzündeten, in deren Zusammenhang die Deutsche Burschenschaft in deutschsprachigen Medien mit Rechtsextremismus in Verbindung gebracht wurde. Die Richtungskämpfe kulminierten in einer Austrittsbewegung von Burschenschaften aus der DB: Während ihr 2008 noch 123 Burschenschaften angehörten, sind es derzeit nach eigenen Angaben nur noch 63, ein Drittel davon mit Sitz in Österreich. Verschiedene deutsche Landesämter für Verfassungsschutz beobachten immer wieder einzelne Verbindungen wegen möglicher rechtsextremistischer Bestrebungen. Das Bundesamt für Verfassungsschutz lehnt eine Beobachtung der Deutschen Burschenschaft ab. Die Bundesregierung äußerte dazu wiederholt, es lägen keine hinreichenden Anhaltspunkte für Bestrebungen vor, die gegen die freiheitlich-demokratische Grundordnung gerichtet sind.

## Geschichte

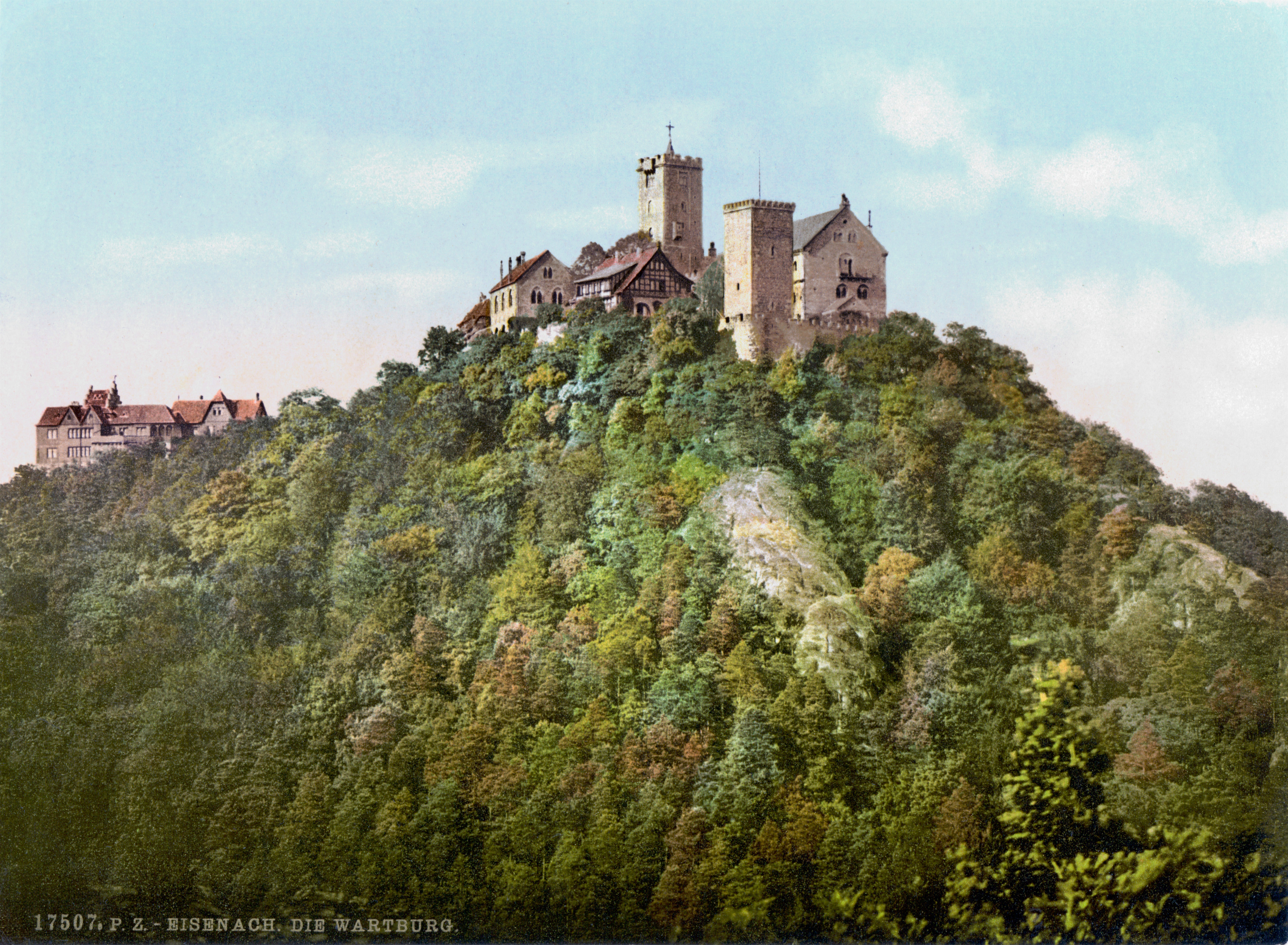
Die Wartburg in Eisenach – Symbol der burschenschaftlichen Bewegung (Photochromdruck um 1895)

### Vorgeschichte
Die Burschenschaften entstanden nach der Niederlage Napoleons in der Schlacht bei Waterloo. 1815 wurde in Jena die sogenannte Urburschenschaft gegründet, auf deren Ideen sich heute noch die meisten Burschenschaften berufen. 1818 gründeten Burschenschaften aus 14 Universitätsstädten die Allgemeine Deutsche Burschenschaft, die alle bisherigen Studentenverbindungen ablösen sollte. Dieses Ziel der Vereinigung aller Studenten konnte letztlich aber nicht erreicht werden, da sich zum einen die burschenschaftliche Bewegung gleichzeitig zu ihrer Ausbreitung stark diversifizierte und zum anderen die überwiegende Zahl der Corps weiterhin an ihren alten Traditionen festhielt.
In der Zeit der Demagogenverfolgung zerfiel die Allgemeine Deutsche Burschenschaft, und Teile der burschenschaftlichen Bewegung radikalisierten sich. Erst nach der Deutschen Revolution von 1848/49 und dem Ende der Demagogenverfolgung schien die Gründung eines burschenschaftlichen Verbandes wieder möglich zu sein.
Die Deutsche Reichsgründung erfolgte 1871 nach mehreren Kriegen, die von schweren Wirtschaftskrisen begleitet waren. Innenpolitisch bedeutete die Reichseinigung einerseits einen enormen Schub für die Burschenschaften, die sich dem nationalen Einheitsgedanken verpflichtet hatten. Sie konnten nun selbstbewusst auftreten und Mitglieder werben. Andererseits veränderte die neue Situation die burschenschaftliche Bewegung im Deutschen Reich nachhaltig. Nach der Erfüllung der wichtigsten burschenschaftlichen Forderung wandelte sie sich von einer revolutionären Bewegung zu einer staatstragenden. Anders war die Situation in Österreich, wo die Burschenschaften weiterhin fester Bestandteil der deutschnationalen und deutschfreiheitlichen Opposition blieben. In dieser Zeit glichen sich viele Burschenschaften im Reich den Corps an, einige wenige wandelten sich sogar um und traten dem KSCV bei.

### Der Allgemeine Deputierten-Convent

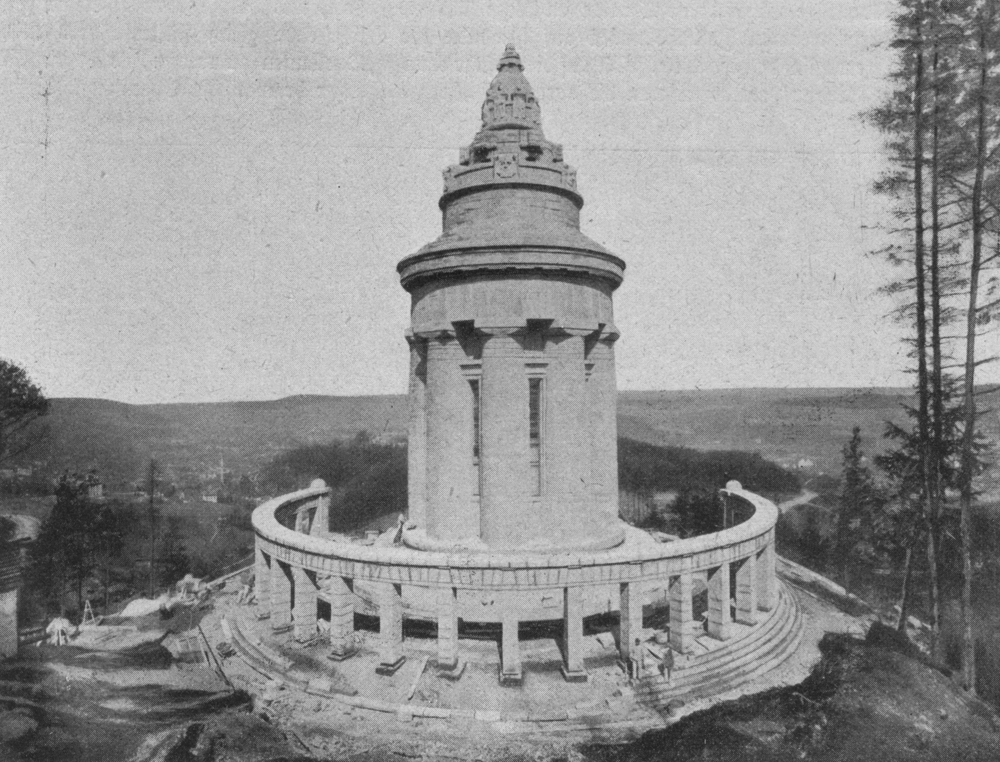
Das Burschenschaftsdenkmal in Eisenach vor seiner Einweihung im Jahr 1902

Die Geschichte des Verbandes Deutsche Burschenschaft beginnt im Jahr 1881 mit der Gründung des Allgemeinen Deputierten-Conventes. In den Jahrzehnten zuvor waren immer wieder kurzlebige Dachverbände entstanden, die aber nie die Mehrheit der Burschenschaften in sich vereinigen konnten und jeweils nach wenigen Jahren an inneren Streitigkeiten zerbrachen (Allgemeine Burschenschaft (1850), Eisenacher Burschenbund (1864), Eisenacher Konvention (1870), Eisenacher Deputierten-Convent (1874)).
Zum 20. Juli 1881 luden schließlich die drei Jenaer Burschenschaften erneut nach Eisenach ein. Dort gründeten 35 Burschenschaften einen Verband, der den unverbindlich gehaltenen Namen Allgemeiner Deputierten-Convent (ADC) erhielt. Die Aufnahme von Burschenschaften aus Österreich wurde zunächst mit der Begründung abgelehnt, dass „der A.D.C. als solcher grundsätzlich die aktive Beteiligung an politischen Fragen verwerfe und diese den einzelnen Burschenschaften überlasse.“ Zwei Jahre später erstand als liberale Gegengründung der Reformburschenschaften der Allgemeine Deutsche Burschenbund.

Das Verbandsorgan: Die Burschenschaftlichen Blätter

1887 erschien erstmals die Zeitschrift Burschenschaftliche Blätter als Verbandsorgan der Deutschen Burschenschaft.
Nach 1880 nahm bei fast allen Dachverbänden der Korporationen im deutschen und österreichischen Kaiserreich der Antisemitismus zu. Der außerordentliche Burschentag des Jahres 1896 verlangte ein Bekenntnis seiner Mitglieder zu Deutschtum und Christentum. Die Alten Herren konnten diesen Trend, der sich auch noch nach dem Ersten Weltkrieg fortsetzte, nicht bremsen. Der ADC unterstützte mehrere andere Verbände mit „deutsch-völkischen“ Zielen und trat ihnen sogar 1897 auf Antrag des Süddeutschen Kartells in seiner Gesamtheit bei, so dem deutschen Schulverein, dem alldeutschen Verband, dem Verein zum Schutze des Deutschtums in den Ostmarken, dem deutschen Verein für das nördliche Schleswig, dem Kolonialverein und dem Flottenverein.
Als 1890 die Vereinigung Alter Burschenschafter (VAB) gegründet wurde, gewannen die Alten Herren erstmals größeren Einfluss auf die Entwicklung eines burschenschaftlichen Verbandes. Neben dem Burschentag wurde seitdem parallel ein Altherrentag ausgerichtet. Am 22. Mai 1902 wurde in Eisenach das Burschenschaftsdenkmal eingeweiht. Im selben Jahr änderte der ADC seinen Namen in Deutsche Burschenschaft.

Mitglieder der Deutschen Burschenschaft (1915)

Im Ersten Weltkrieg kamen etwa 3.500 Mitglieder der Deutschen Burschenschaft ums Leben. Zur Unterstützung verwundeter Akademiker wurde auf Initiative der Deutschen Burschenschaft im Jahr 1915 der Akademische Hilfsbund gegründet. Dieser bestand bis in die 1920er Jahre hinein.

### Weimarer Republik
Bis zum Abschluss des Versailler Vertrages lehnte die Deutsche Burschenschaft das politische System der Weimarer Republik nicht völlig ab. Sie begriff diese stattdessen als Chance, nun ihre alten Ziele von einer ständelosen und demokratischen Nationalversammlung seit den Tagen des ersten Wartburgfestes zu verwirklichen. So schwor sie beispielsweise ihre Mitglieder am 22. November 1918 auf einer Tagung in Berlin auf konstruktive Mitarbeit ein. Ein wesentlicher Auslöser zu einem Stimmungswandel war der Friede von Saint-Germain, der die Hoffnungen auf ein großdeutsches Reich unter Einschluss Österreichs zunichtemachte.
Im Flaggenstreit befürwortete die Deutsche Burschenschaft eine schwarz-weiß-rote Staatsflagge, um die Kontinuität zum wilhelminischen Kaiserreich zu betonen. Die Farben Schwarz-Rot-Gold wollte sie nur als großdeutsche Farben gelten lassen. Der Burschentag beschloss dazu:

„Wenn jetzt in der Nationalversammlung mit schwacher Mehrheit die Farben schwarz-rot-gold zu den neuen Reichsfarben erklärt worden sind, so können diese nicht als nationales Einheitssymbol der alten Burschenschaft angesehen werden.“

1919 fusionierte die Deutsche Burschenschaft mit dem RVDB, dem burschenschaftlichen Verband an den Technischen Hochschulen und vollzog im Juli desselben Jahres als Ausdruck ihres großdeutschen Selbstverständnisses schließlich die Vereinigung mit der Burschenschaft der Ostmark (BdO), dem 1907 gegründeten Verband der österreichischen Burschenschaften, wodurch sie zum größten Korporationsverband anwuchs.

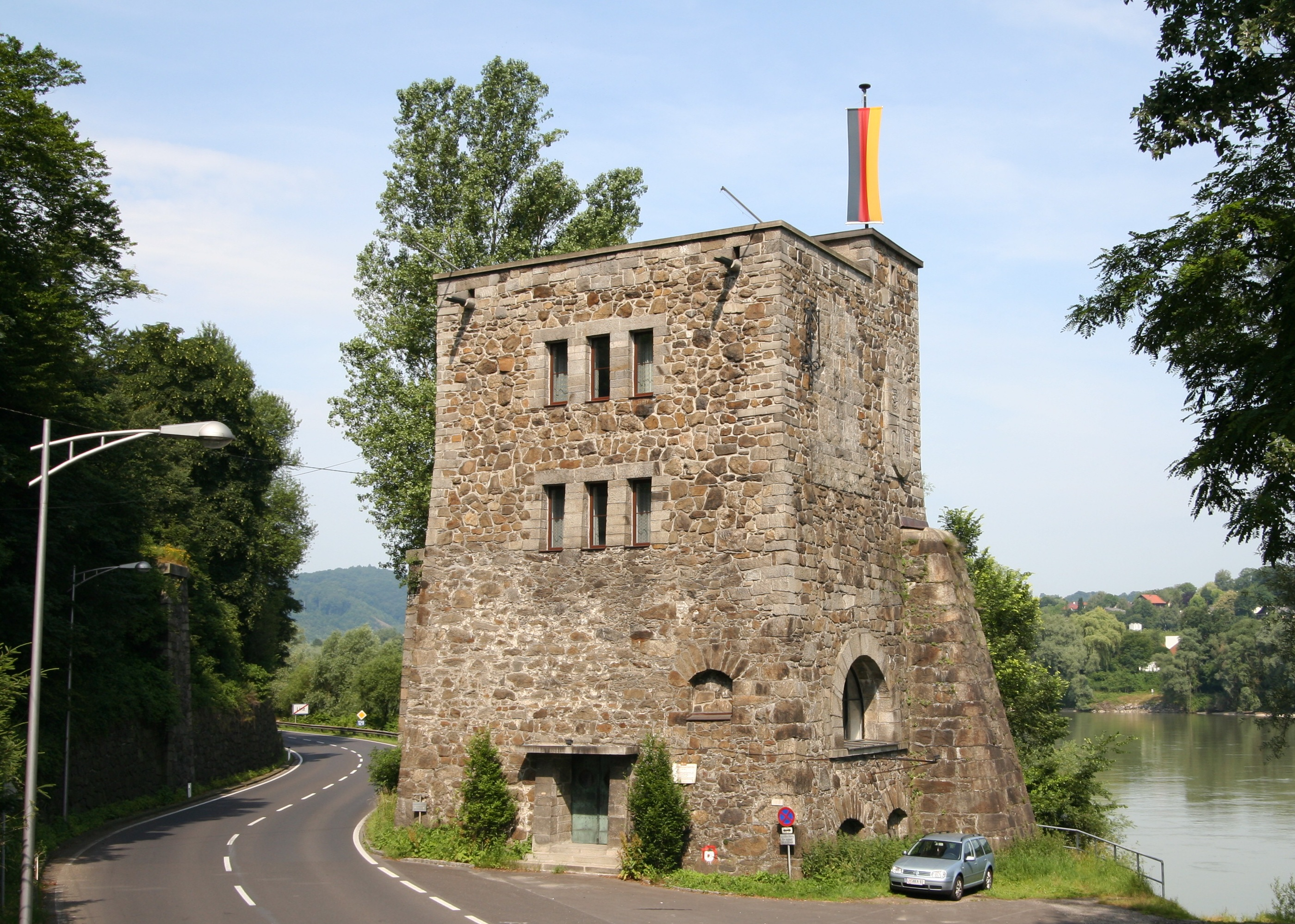
Der Burschenschafterturm bei Linz wurde 1917 von der Burschenschaft der Ostmark erworben. 1928 wurde er zum „Anschlußdenkmal“ der Deutschen Burschenschaft ausgebaut.

Nachdem sich die Deutsche Burschenschaft zur Abwehr des Bolschewismus zunächst aktiv für die Unterstützung der Regierung eingesetzt hatte, beanspruchte sie nach 1924 eine führende Rolle in der völkischen Bewegung.
Als dies academicus feierte sie nicht den Verfassungstag, sondern den Tag der Reichsgründung. Sie legte dies erstmals auf dem Eisenacher Burschentag 1920 fest. Auf diesem Burschentag beschloss sie auch, keine Juden mehr aufzunehmen und von allen neu aufzunehmenden Mitgliedern das Ehrenwort zu verlangen, dass sie „nach bestem Wissen und Gewissen frei von jüdischem oder farbigem Bluteinschlag“ seien:

„Der Burschentag ist der Ansicht, daß nach den bestehenden Bestimmungen und dem seitherigen Brauch eine Aufnahme von Juden nicht in Frage kommt.“

Dieser vor allem auf Druck der österreichischen Burschenschaften auch in die Grundsätze der Deutschen Burschenschaft aufgenommene Rassestandpunkt erstreckte sich auch auf die zukünftigen Ehefrauen. Im Rückblick bewertet der Studentenhistoriker Kaupp den Beschluss als „Durchbruch des verhängnisvollen Rassenantisemitismus.“ Einige Alte Herren empfanden den Eisenacher Beschluss als tiefe Entwürdigung und wiesen ihn entschieden zurück. Der Völkerrechtler und Pazifist Hans Wehberg (1885–1962) schrieb einen kritischen Artikel und sammelte Unterschriften gegen diesen Beschluss. Etwa 100 Alte Herren unterstützten ihn aktiv. Das war eine kleine Minderheit. Der Berliner Burschenschafter und Historiker Friedrich Meinecke (1862–1954) warnte 1925 vor der antisemitischen „Verirrung und Verwirrung“: „Eine gute politische Sache wird dadurch gewiß nicht schlechter, daß sie auch von Juden vertreten wird.“
Politisch war die Deutsche Burschenschaft ein Teil des „vaterländischen“ Lagers, das seit Anbeginn die Republik ablehnte und bekämpfte. Die Burschenschaften werden von dem Historiker Ingo Haar als einer der „Wehrverbände“ eingeschätzt, „die zwischen 1918 und 1923 zum aktivsten Element der antirepublikanischen Wehrverbände gehörten“. Die Deutsche Burschenschaft (wie auch andere studentische Verbände) teilte die Sympathieerklärungen des Deutschen Hochschulrings für den Hitler-Ludendorff-Putsch 1923 und dessen Opfer.
Seit 1920 durften Mitglieder einer der Deutschen Burschenschaft angehörenden Burschenschaft nicht zugleich in KPD oder SPD Mitglied sein, seit 1929 auch nicht mehr im Zentrum.
1929 wurde die Deutsche Burschenschaft Mitglied im Kampfbund für deutsche Kultur
und im Reichsausschuss für das Volksbegehren gegen den Young-Plan. Dort hatten sich erstmals die republikfeindlichen Parteien und Verbände zusammengeschlossen.
Im Verhältnis der Deutschen Burschenschaft zu NS-Organisationen gab es keinen Unvereinbarkeitsbeschluss. Mit dem Nationalsozialistischen Deutschen Studentenbund (NSDStB), der Studentenorganisation der NSDAP gab es daher personelle Überschneidungen, ebenso mit der SA.
Die Deutsche Burschenschaft bejahte wie die Mehrheit der studentischen Verbände einen „völkischen Nationalismus“, bestritt aber einen „Alleinvertretungsanspruch der Nationalsozialisten.“ Erst nach dem Studententag 1931 brach offener Streit aus. Auf dem Burschentag von 1932 sprach die Deutsche Burschenschaft dem NSDStB das Misstrauen aus und beschloss, dass ihre Mitglieder durch Selbstausschluss ausscheiden, wenn sie Anweisungen von außerhalb der Deutschen Burschenschaft stehenden Personen annehmen. Damit reagierte die Deutsche Burschenschaft auf in die Reihen der Studentenverbindungen eingeschleuste NSDStB-Mitglieder, die diese nach dem Willen von Baldur von Schirach in den NSDStB überführen sollten. Auf dem Burschentag 1932 war ein Schreiben des NSDStB an NSDAP-Mitglieder, die am Burschentag teilnahmen, bekannt geworden. Diese wurden angewiesen, bestimmte Anträge zu stellen und zu unterstützen. Einstimmig verwahrte sich der Burschentag daraufhin gegen die „Anmaßung einer Befehlsgewalt über Burschenschafter“ und bildete schließlich kurz vor der Machtergreifung gemeinsam mit anderen konservativen Gruppen die in Opposition zum NSDStB stehende Hochschulpolitische Arbeitsgemeinschaft studentischer Verbände (Hopoag). Man grenzte sich gegen die NSDAP mit dem Vorwurf ab, die NSDAP sei „rom- und freimaurerhörig“.

### Zeit des Nationalsozialismus

#### Haltung zur Diktatur
Die „Machtergreifung“ der Nationalsozialisten wurde von der Führung der Deutschen Burschenschaft begrüßt; in den Burschenschaftlichen Blättern hieß es dazu: „Was wir seit Jahren ersehnt und erstrebt und wofür wir im Geiste der Burschenschaft von 1817 jahraus, jahrein an uns gearbeitet haben, ist Tatsache geworden.“ Auch der Allgemeine Deutsche Waffenring (ADW), dem die Deutsche Burschenschaft angehörte, gab seiner Befriedigung über die „nationale Erhebung“ Ausdruck. Die „politischen Verhältnisse“ in Deutschland hätten sich „erfreulicherweise grundlegend geändert.“
Noch im Frühjahr 1933 wurde die Deutsche Studentenschaft (DSt), die bereits seit 1931 vom NSDStB dominiert wurde, vollends gleichgeschaltet, die Hopoag aufgelöst. Zunächst versuchte die Führung der DSt, die Korporationsverbände zu umwerben, und bekannte sich zu den Werten des Korporationsstudententums.

Mit Wirkung zum 1. Juni 1933 stellte die neue Reichsregierung zudem durch Neufassung des §210a StGB die Schlägermensur offiziell straffrei:
§ 210a. Der Zweikampf mit Schlägern unter Vorkehrungen, die bestimmt und geeignet sind, gegen Lebensgefahr zu schützen, sowie die Herausforderung zu einem solchen Zweikampf und deren Annahme sind straflos.
Durch die Bestrebungen der Nationalsozialisten, die Vielfalt der waffenstudentischen Korporationen im Sinne einer Vereinheitlichung zu reduzieren, sahen sich viele freie Korporationen oder solche, die kleineren Verbänden angehörten, zum Anschluss an die großen waffenstudentischen Verbände veranlasst. Die bereits in den zwanziger Jahren um viele jüngere Burschenschaften angewachsene DB erhielt nun in den Jahren 1933/34 abermals erheblichen Zuwachs. So wurden 1933 die vormaligen schwarzen Verbindungen und nunmehrigen Burschenschaften Apollo München (mit ihrem Alten Herrn Heinrich Himmler), Babenbergia-Hylesia München, Franco-Bavaria München, Gaudeamus Stuttgart und Adelphia Würzburg sowie die Tübinger Burschenschaft Roigel in die DB aufgenommen. Ebenso traten die vormaligen RSC-Corps Vandalia Leipzig und Hubertia-Rheno-Nicaria Heidelberg zur DB über. Zum 1. Januar 1934 schlossen sich auch die verbliebenen zwölf Burschenschaften des vormaligen Allgemeinen Deutschen Burschenbundes (u. a. Neogermania Berlin, Normannia Heidelberg, Ghibellinia Karlsruhe) sowie im Laufe des Jahres die Burschenschaft Normannia Tübingen der Deutschen Burschenschaft an, die dadurch bis Ende 1934 um mehrere Tausend Alte Herren und Aktive anwuchs.

#### Gleichschaltung der Deutschen Burschenschaft
Die Deutsche Burschenschaft wurde, wie alle Korporationsverbände, von den nationalsozialistischen Machthabern zur Einführung des Führerprinzips gezwungen. Die Burschenschaften in Österreich und der Tschechoslowakei schieden daraufhin aus der Deutschen Burschenschaft aus und reaktivierten die Burschenschaft der Ostmark (BdO). Die Funktionäre der Deutschen Burschenschaft übertrugen die Führung der Deutschen Burschenschaft für die Dauer eines Jahres Otto Schwab, der einige Monate zuvor Mitglied der NSDAP geworden war. Der Burschentag genehmigte dieses Vorgehen und entrechtete sich dadurch selbst.
Der ebenfalls gleichgeschaltete ADW gab sich ein neues Bundesgesetz, nach dem alle angeschlossenen Verbände von ihren Mitgliedern bis zum 28. Februar 1934 die „Judenfreiheit“ auf einem Formular nachweisen sollten. Allerdings sollte hier nach den Vorschriften des Gesetzes zur Wiederherstellung des Berufsbeamtentums verfahren werden. Einige Verbände, darunter die Deutsche Burschenschaft, forderten, stattdessen die weitergehenden Grundsätze der NSDAP für die Aufnahme von Parteimitgliedern zu übernehmen. Ein im September 1934 vom Führer der DSt Andreas Feickert angekündigter Plan sah den Einbezug von Studenten in den Reichsarbeitsdienst und die Einführung von „Wohnkameradschaften“ des NSDStB vor. Nur wenige Verbände unterstützten diese Vorstellung, darunter hier vor allem solche, deren Führer nach einem Mittel suchten, ihre Loyalität und Zusammenarbeit mit der neuen Regierung zum Ausdruck zu bringen. Zu ihnen gehörte die Deutsche Burschenschaft unter Otto Schwab. Die Deutsche Burschenschaft, so erklärte ihr Führer das neue Selbstverständnis, beanspruche, „in Zukunft innerhalb der Hochschule die gleiche Stellung und Haltung einnehmen“ zu wollen „wie etwa die NSDAP im Staat“. Er war bestrebt, die Deutsche Burschenschaft zu einem „einheitlichen nationalsozialistischen Bund mit straffer Führung bei weitestgehender Reduzierung des Einflusses der einzelnen Burschenschaften zu machen“.
Die Deutsche Burschenschaft isolierte sich und verließ in der Folge mit anderen Verbänden am 27. Oktober 1934 den ADW. Feickerts Plan war jedoch nicht mit der Regierung abgesprochen und wurde nicht umgesetzt. Neben diesem Plan löste die verbindliche Vorschrift, alle Juden und Freimaurer aus den Reihen der Verbindungen auszuschließen, wachsenden Unmut und Gegenwehr einiger Burschenschaften aus. Auch die vielen anderen Eingriffe in die Rechte der einzelnen Mitgliedsverbindungen – darunter der nicht mehr verwirklichte Plan, einheitliche Mützen und Einheitsfarben für alle Burschenschaften einzuführen – führten zu einer Entfremdung zwischen vielen Mitgliedsbünden und der sich dem System anbiedernden Führung der Deutschen Burschenschaft. Ende des Jahres 1934 gründeten schließlich aus der Deutschen Burschenschaft ausgeschlossene und ausgetretene Burschenschaften den Verband Alte Burschenschaft, der zuletzt 35 Burschenschaften vereinigte, die sich mit der nationalsozialistischen Gleichschaltung der Deutschen Burschenschaft nicht einverstanden erklärten.
Mit weiteren aus dem ADW ausgetretenen Verbänden schloss sich die Deutsche Burschenschaft am 15. Dezember 1934 in Berlin zum Völkischen Waffenring zusammen, der sich bereits im April 1935 wieder auflöste.

#### Selbstauflösung der Deutschen Burschenschaft
Die gleichgeschaltete Deutsche Burschenschaft und der NSDStB schlossen am 5. Oktober 1935 das Plauener Abkommen, das die geordnete und geschlossene Überführung der Burschenschaften der Deutschen Burschenschaft in Kameradschaften des NSDStB vorsah. Der Nachfolger Schwabs als „Führer der Deutschen Burschenschaft“, Hans Glauning, sah in der Ankopplung an den NSDStB fälschlicherweise eine Möglichkeit, die Deutsche Burschenschaft am Leben zu erhalten, nachdem andere Korporationsverbände sich mit politischer Neutralität schon nicht hatten halten können. Am 18. Oktober 1935 löste sich die Deutsche Burschenschaft gemäß diesem Abkommen mit einem an das Wartburgfest erinnernden Festakt auf und übergab ihre Fahnen an den NSDStB. Die Alte Burschenschaft hatte sich bereits zwei Tage zuvor in Berlin aufgelöst, da die hochschulpolitische Lage sich weiter verschlechtert hatte. Bereits am 27. Januar 1936 wurde das Plauener Abkommen bei der Feier des zehnjährigen Jubiläums des NSDStB einseitig für nichtig erklärt und das vollständige Verschwinden der alten Formen des studentischen Verbindungslebens gefordert. Bereits als Kameradschaften in den NSDStB übernommene Burschenschaften wurden daraufhin für aufgelöst erklärt. Alle Mitglieder mussten fortan einer neu zu beantragenden Kameradschaft einzeln beitreten, der alte Namen durfte nicht übernommen werden, das Verbindungshaus wurde zwangsweise dem NSDStB überschrieben.
Im März 1936 verbot Rudolf Heß schließlich allen studierenden Angehörigen von NSDAP, SA, SS und Hitlerjugend die Mitgliedschaft in einer aktiven studentischen Verbindung. Ein öffentlicher Aktivenbetrieb wurde dadurch unmöglich. Nicht alle Burschenschaften der Deutschen Burschenschaft wandelten sich in Kameradschaften um, viele entschieden sich stattdessen für eine offizielle Auflösung. Ende 1936 gab es im Deutschen Reich schließlich keine aktive Burschenschaft mehr. Die 1933 aus der Deutschen Burschenschaft ausgeschiedenen Burschenschaften der BdO wurden als letzte Burschenschaften nach dem Anschluss Österreichs 1938 beziehungsweise der Errichtung des Reichsprotektorats Böhmen und Mähren 1939 ebenfalls aufgelöst.

### Wiedergründung 1950
Diejenigen Burschenschaften, deren Universitätsstädte östlich der Oder-Neiße-Linie, in der Tschechoslowakei oder in der DDR lagen, mussten nach dem Krieg einen Neuanfang im Westen Deutschlands wagen oder mit dort ansässigen Burschenschaften fusionieren.
Die 1945 von den alliierten Militärregierungen erlassenen Vereinsverbote betrafen auch die Studentenverbindungen. Dieses Verbot wurde in der Bundesrepublik erst 1950 offiziell wieder aufgehoben. In diesem Jahr gründete sich die Deutsche Burschenschaft wieder. Seitdem setzen sich viele ihrer Mitglieder auf zahlreichen Tagungen, Seminaren, und in den Burschenschaftlichen Blättern intensiv und selbstkritisch mit der eigenen Geschichte auseinander. Die Deutsche Burschenschaft bekennt sich zur freiheitlich-demokratischen Grundordnung der Bundesrepublik Deutschland und hat sich von jeder Form des Antisemitismus distanziert. 1958 nahm sie den Fall Zind – eines Mitglieds, das sich antisemitisch geäußert hatte – zum Anlass, sich erneut zu Artikel 1 des Grundgesetzes zu bekennen und sich „mit Nachdruck von jedem Antisemitismus und Rassenwahn zu distanzieren“. Die Verbrechen des Dritten Reiches „verpflichten jeden Deutschen, alles in seinen Kräften stehende zu tun, um zur Verständigung unter den Völkern beizutragen.“ Die Deutsche Burschenschaft „bekräftigt daher ihren Willen, auch in Zukunft antisemitischen Tendenzen, wo immer sie auftreten, energisch entgegenzutreten.“ Dieser Beschluss ist bis heute für alle Burschenschafter der Deutschen Burschenschaft bindend.
Seit der Wiedergründung der DB 1950 gibt es eine jeweils ein Geschäftsjahr amtierende Vorsitzende Burschenschaft der Deutschen Burschenschaft. In der Vorkriegszeit wurde der Verbandsvorsitz noch an die örtlichen Deputierten-Convente in alphabetischer Reihenfolge vergeben. Die einzelnen Burschenschaften eines DC übernahmen dann meist für drei Monate den Verbandsvorsitz und gaben ihn dann weiter. Das hatte zur Folge, dass der Vorsitz über Jahre in Berlin und München mit ihren zahlreichen Burschenschaften verbleiben konnte.
Das Farbentragen und die Mensur waren in den ersten Jahren des Bestehens freigestellt. Das Farbentragen setzte sich aber schnell allgemein wieder durch. 1953 wurde die Bestimmungsmensur durch ein Urteil des BGH endgültig von jeder internen „Ehrenreinigung“ gelöst und somit legalisiert. Seit dem Burschentag von 1954 wurde darum wieder von allen Mitgliedern das Schlagen einer Mensur verlangt. In diesem Jahr hatte die Deutsche Burschenschaft etwa 26.000 Mitglieder, davon über 4.000 Aktive.
Neben den bereits in der Vorkriegszeit der DB angehörenden Burschenschaften traten dem Verband in den folgenden Jahren auch Neugründungen bei. So etwa 1951 die Burschenschaft Amicitia Marburg, 1953 die Burschenschaft Frisia Wilhelmshaven, 1959 die Burschenschaft Ceresia München und 1966 die Neue Bochumer Burschenschaft. Diese Burschenschaften überlebten allerdings in den meisten Fällen die gesellschaftlichen Umwälzungen gegen Ende der 1960er Jahre nicht und suspendierten.

### Südtirolkampf
Mitte der 1950er Jahre eskalierte der Konflikt zwischen dem italienischen Staat und der mehrheitlich deutschsprachigen Bevölkerung Südtirols, das 1919 vom Nordteil Tirols (bzw. von Deutschösterreich) abgetrennt worden war und sich seitdem Italianisierungsbestrebungen ausgesetzt sah. Einheimische Süd- und Nordtiroler gründeten unter Führung von Sepp Kerschbaumer den Befreiungsausschuss Südtirol (BAS), der mit militanten Mitteln die Selbstbestimmung Südtirols erkämpfen sollte. Dazu stießen Deutschnationale, hauptsächlich österreichische und bundesdeutsche Burschenschafter unter Führung Norbert Burgers, eines Alten Herrn der Wiener akademischen Burschenschaft Olympia. Involvierte Bünder waren außerdem die Alte Breslauer Burschenschaft zu Bonn und die Burschenschaft Danubia München. Burschenschafter waren an den Bombenanschlägen des BAS auf den sogenannten „Aluminium-Duce“ (31. Januar 1961) und an der Feuernacht (11./12. Juni 1961) beteiligt. Dabei konnten sie sich auf ihr die BRD und Österreich umfassendes Netzwerk verlassen. Der Strafverfolgung entzogen sich österreichische Burschenschafter (wie Herwig Nachtmann) durch zeitweiliges Untertauchen in der BRD, bundesdeutsche wiederum durch Untertauchen in Österreich. Auch einheimische Südtirol-Kämpfer wurden vor der italienischen Justiz durch Burschenschafter versteckt. So tauchten mehrere Tiroler auf Vermittlung der Olympia Wien bei der mit ihr befreundeten Marburger Burschenschaft Rheinfranken unter. Allerdings war das Südtirol-Engagement nicht in allen Bündern unumstritten. So spaltete sich die in militante Aktionen involvierte Aktivitas der Erlanger Burschenschaft Germania in den 1960er Jahren im Streit um die Behandlung der Bundesbrüder, die am bewaffneten Kampf beteiligt gewesen waren.

### Burschenschaftliche Gemeinschaft und historischer Kompromiss
Auf dem Burschentag von 1961 fand ein Antrag auf Fusion der bis dahin rein bundesdeutschen Deutschen Burschenschaft mit dem Verband der österreichischen Burschenschaften Deutsche Burschenschaft in Österreich (DBÖ) keine Mehrheit. Daraufhin gründeten mehrere Burschenschaften eine neue Arbeitsgemeinschaft innerhalb von DB und DBÖ, die Burschenschaftliche Gemeinschaft (BG). Ziel dieser Neugründung war es, auch österreichischen Bünden die Möglichkeit zu schaffen, Mitglied der Deutschen Burschenschaft zu werden. Gleichzeitig führte das durch die Studentenbewegung der 1960er Jahre veränderte Gesellschaftsklima bei vielen Burschenschaften zu dem Wunsch, das überlieferte studentische Brauchtum dem Zeitgeist anzupassen und die Pflichtmensur abzuschaffen.
Die scharfen Auseinandersetzungen in diesen beiden Fragen führten die Deutsche Burschenschaft in eine tiefe Krise, die auch eine Spaltung des Verbandes möglich erscheinen ließ. Der Spiegel berichtete über den Burschentag von 1970:

„Bei fortschrittlicher gesinnten Bünden, die fortan keine Mensuren mehr schlagen wollen, wird denn auch seit letzter Woche die Gründung eines Gegenverbandes ernsthaft erwogen. Mit-Initiator Jürgen Gutknecht: ‚Wir werden doch immer unglaubwürdiger, wenn wir in dem Verein noch drinbleiben.‘
Gutknechts Konzept: Auf Basis des ‚Neuen Landauer Kreises‘ (NLK), einer im Vorjahr gegründeten Arbeitsgruppe, der Politik mehr gilt als Pauken, soll‚ möglichst schnell ein eigener Verband‘ entstehen. ‚Denn bei den jetzigen Mehrheitsverhältnissen‘, prophezeit der NLK-Sprecher, ‚wird sich auch 1971 nichts ändern.‘“

Anträge auf Vertagung oder Auflösung der Deutschen Burschenschaft zeugen von der Handlungsunfähigkeit des Verbandes in dieser Zeit. 1970 wurde darum ein Satzungsausschuss eingesetzt, der zum Burschentag 1971 eine Kompromisslösung präsentieren konnte, die vier wesentliche Änderungen beinhaltete:

„Die Bestimmungsmensur wird den einzelnen Verbindungen zukünftig freigestellt sein. Im Gegenzug dafür können die Burschenschaften aus Österreich bis zum 31. August 1972 in die Deutsche Burschenschaft eintreten. Darüber hinaus wird der volkstumsbezogene Vaterlandsbegriff in die Grundsätze verankert und bei Aufgabe bzw. Verstoß gegen die Grundsätze wird die sog. Selbstausschlußklausel wirksam.“

Eine unter den Aktivitates durchgeführte schriftliche Probeabstimmung über diesen sogenannten Historischen Kompromiss ergab, dass auf dem Burschentag die nötige 3/4-Mehrheit nicht zu erwarten war. In den Burschenschaftlichen Blättern war zu den Gründen zu lesen:

„Versucht man die Gründe derjenigen zu analysieren, die den Vorschlag des Satzungsausschusses abgelehnt haben, so stößt man in erster Linie auf zwei Motive: Eine ‚konservative Gruppe‘ möchte auf jeden Fall die Bestimmungsmensur als Verbandsprinzip erhalten […] Ihre Antipode, eine ‚liberale Gruppe‘, ist gegen die Aufnahme der Burschenschaften der DBÖ, von der sie die Stärkung der konservativen Kräfte, vor allem in politischer Hinsicht, befürchtet.“

Auf dem folgenden Burschentag, der vom 6. bis zum 8. Oktober in Landau stattfand, waren auch mehrere Burschenschaften anwesend, die zuvor durch vom Rechtsausschuss festgestellten Selbstausschluss aus der Deutschen Burschenschaft ausgeschieden waren, jedoch durch einstweilige Verfügungen die Teilnahme am Burschentag erstritten hatten und somit stimmberechtigt waren. Der Vorschlag des Satzungsausschusses verfehlte zunächst die benötigte 3/4-Mehrheit, woraufhin der Burschentag für einige Stunden vertagt wurde, um anschließend über einen Antrag des Süddeutschen Kartells auf Auflösung der Deutschen Burschenschaft zu diskutieren. Während dieser Pause stellte der Verhandlungsleiter allerdings fest, „daß die einstweilige Verfügung, mit der sich Alemannia Freiburg die Zulassung verschafft hat(te), nicht rechtskräftig zugestellt“ worden war. Die Burschenschaft wurde von der Teilnahme am Burschentag ausgeschlossen, die vorangegangene Abstimmung war ungültig. Nach Wiederaufnahme der Diskussion wurde schließlich dem vierten verhandelten Abänderungsantrag mit genau der benötigten 3/4-Mehrheit zugestimmt. Der lange befürchtete Bruch zwischen konservativen und liberalen Burschenschaften war somit – zumindest vorerst – vermieden worden.
Viele Burschenschaften aus Österreich traten noch 1971 durch Erklärung der Deutschen Burschenschaft bei, die Wiener Burschenschaften Libertas und Vandalia (heute: Olympia) noch am Tag der Abstimmung, andere zu einem späteren Zeitpunkt über ein ordentliches Aufnahmegesuch nach Zustimmung des Burschentages. Anders als ursprünglich vorgesehen, löste die BG sich im Anschluss an den Kompromiss nicht auf. Viele Burschenschaften traten jedoch 1971 aus der BG aus. Durch den Beitritt der österreichischen Burschenschaften wurde der Einfluss der BG auf die Deutsche Burschenschaft dennoch gestärkt.

Teilweise wird der Kompromiss als der Punkt angesehen, ab dem der Einfluss der BG, dem „Träger rechter Ideologie“, auf die DB überhandnahm: „Da 10 Jahre später mit dem ‚historischen Kompromiss‘ dem Gründungsziel der BG nachgekommen wurde, entwickelte sich diese ‚latent-aggressive‘ burschenschaftliche ‚Arbeitsgemeinschaft‘ weiter zur heute beherrschenden Gruppierung innerhalb der Deutschen Burschenschaft.“ Der Verfassungsschutzbericht Hamburg konstatierte 2015 über die BG: 
„Den nach wie vor starken rechten Flügel der DB bildet die ‚Burschenschaftliche Gemeinschaft‘ (BG), die nationalistisch-revisionistische Positionen vertritt und am volkstumsbezogenen Vaterlandsbegriff festhält“ (S. 181)
Die BG fordert von ihren Mitgliedsbünden unter anderem zwei Pflichtpartien, wodurch die Mitarbeit fakultativ-schlagender Burschenschaften ausgeschlossen ist. Bis in die späten 1990er Jahre galt innerhalb der BG Fraktionszwang. Dadurch gelang es ihr, auf die Besetzung der Führungsorgane der Deutschen Burschenschaft und andere Entscheidungen des Burschentages Einfluss zu nehmen. Zum Beispiel konnte die BG die Aufnahme von Burschenschaften in die Deutsche Burschenschaft durch ihre Sperrminorität verhindern, da für diese eine Zweidrittelmehrheit benötigt wird.

### Weitere Konflikte und Abspaltungen
Der historische Kompromiss konnte die grundsätzlichen internen Konflikte um den gesamtpolitischen Kurs der Deutschen Burschenschaft nicht lösen. Mehrere Burschenschaften konnten sich entweder mit dem volkstumsbezogenen Vaterlandsbegriff oder der Abschaffung der Pflichtmensur nicht abfinden und traten in den folgenden Jahren aus der DB aus, darunter die Burschenschaften des Süddeutschen Kartells.
Der Burschentag von 1973 beschloss mehrheitlich, keine Kriegsdienstverweigerer mehr in DB-Burschenschaften aufzunehmen. Die Stärkung der „Wehrbereitschaft“ wurde nun als „selbstverständliche Pflicht“ jedes Burschen aus dem Vaterlandsprinzip abgeleitet. Nur bereits anerkannte Verweigerer durften noch Mitglied bleiben, um einen Konflikt mit dem Lebensbundprinzip zu vermeiden. Einen Verstoß von DB-Mitgliedsbünden gegen diese Vorschrift legte der Rechtsausschuss der Deutschen Burschenschaft als „automatischen Selbstausschluss“ aus. Dies führte dazu, dass die Deutsche Burschenschaft fortan immer wieder einzelne Burschenschaften ausschloss, die weiterhin Kriegsdienstverweigerer aufnahmen. 1996 hob der Rechtsausschuss der Deutschen Burschenschaft diese Entscheidung wieder auf. Ob eine Verbindung Kriegsdienstverweigerer aufnimmt, ist seitdem dem jeweiligen Bund überlassen.
Einer der Hauptkonfliktpunkte war der Abstimmungsmodus. In der Deutschen Burschenschaft gilt traditionell jeweils eine Stimme pro Altherrenschaft und pro Aktivitas, wenn die Aktivitas nicht vertagt ist, was kleine Burschenschaften bei Abstimmungen mitgliederstarken Burschenschaften gleichstellt. Gleichzeitig werden die Mitgliedsbeiträge nach der Anzahl der Mitglieder berechnet, wodurch sich einige „große“ Bünde benachteiligt sahen. Änderungsanträge scheiterten aber jeweils an der Sperrminorität der BG. Die lange schwelenden Konflikte um die Pflichtmensur, die Aufnahme nichtdeutscher Studenten, die Begrenzung der Verbandsmitgliedschaft auf das deutsche Staatsgebiet einerseits oder auf den deutschen Kulturraum andererseits (staatsbezogener bzw. volkstumsbezogener Vaterlandsbegriff) sowie um die Aufnahme von Kriegsdienstverweigerern führten 1996 schließlich zum Austritt mehrerer Mitgliedsburschenschaften. Einige der ausgetretenen Burschenschaften schlossen sich mit anderen verbandsfreien Burschenschaften zur Neuen Deutschen Burschenschaft (NeueDB) zusammen. Laut dem Sprecher des neuen Verbands seien die Ausgetretenen es leid gewesen, „weiterhin mit Rechtsradikalen in einem Boot zu sitzen.“ Auch danach gingen die Auseinandersetzungen in der Deutschen Burschenschaft um ihren gesamtpolitischen Kurs weiter.
1999 öffnete sich die Deutsche Burschenschaft gegenüber Studenten an Fachhochschulen und nahm in der Folge die acht Burschenschaften der Deutschen Hochschulburschenschaft (DHB) auf.

### Initiative Burschenschaftliche Zukunft
2003 wurde die Stuttgarter Initiative (SI) gegründet, eine Plattform der Stuttgarter Burschenschaften Alemannia, Ghibellinia, Hohenheimia und Hilaritas sowie der Vereinigung Alter Burschenschafter Stuttgart. Die SI hatte das Ziel, Themen zu erarbeiten, durch deren Auseinandersetzung die Deutsche Burschenschaft wieder inhaltlich geeint werden könnte. Dabei wandte sie sich im März 2010 auch gegen extremistische Tendenzen innerhalb der Deutschen Burschenschaft.
Die SI war auch maßgeblich an der Gründung der Initiative Burschenschaftliche Zukunft (IBZ) beteiligt, die am 3. März 2012 in Stuttgart von 21 Burschenschaften der Deutschen Burschenschaft gegründet wurde. Ziel der IBZ ist die Verwirklichung der burschenschaftlichen Grundsätze in der heutigen Zeit. Dabei setzt sich die IBZ dafür ein, getreu den Idealen Ehre und Freiheit die Deutsche Burschenschaft von jeglichen extremistischen oder rassistischen Positionen an den politischen oder ideologischen Rändern fernzuhalten. Die Initiative repräsentierte innerhalb der Deutschen Burschenschaft den liberal-konservativen Flügel und stellte einen Gegenpol zur Burschenschaftlichen Gemeinschaft (BG) dar.
Die Initiative Burschenschaftliche Zukunft erhielt anlässlich des Burschentags 2012 in Eisenach erstmals bundesweite Aufmerksamkeit, als sie als Akteur in innerverbandlichen Streitigkeiten in Erscheinung trat, die einen Zerfall oder eine Spaltung des Verbandes möglich erscheinen ließen. Bei einem außerordentlichen Burschentag im November 2012 in Stuttgart, der nötig geworden war, nachdem beim vorherigen Burschentag keine neue Vorsitzende Burschenschaft gefunden werden konnte, scheiterte die IBZ mit den meisten Anträgen. Lediglich die Forderung nach vorzeitiger Entlassung des umstrittenen Schriftleiters der Burschenschaftlichen Blätter, Norbert Weidner, war erfolgreich. Als Reaktion traten seitdem über 40 Burschenschaften, darunter zahlreiche Mitglieder der IBZ, aus der Deutschen Burschenschaft aus. Verschiedene der ausgetretenen Burschenschaften warfen dem Verband eine fehlende Distanzierung und unzureichende Abgrenzung von rechtsextremen Äußerungen und Positionierungen verschiedener Funktionäre und Mitglieder vor. Der IBZ gehörten 2015 37 Burschenschaften an, von denen nur drei auch Mitglied in der Deutschen Burschenschaft sind, sowie zwölf Einzelmitglieder.
2016 gründeten viele der ausgetretenen Burschenschaften als neuen Korporationsverband die Allgemeine Deutsche Burschenschaft (ADB). Seit 1980 sind insgesamt etwa 100 Burschenschaften aus der DB ausgetreten. Dass darunter hauptsächlich gemäßigtere Burschenschaften waren, führte in der Folge zu einer Radikalisierung der DB.

### Zunehmende Hinwendung zu völkischen Ideologien sowie rechtsradikale und rechtsextreme Verflechtungen auf Verbandsebene
Seit Langem pflegen völkische Korporationen innerhalb der Deutschen Burschenschaft aufgrund ihrer völkisch-nationalistischen Ideologie enge Verbindungen zum rechten Rand der bundesdeutschen und österreichischen Parteienlandschaft, was wiederum zu personellen Überschneidungen mit der NPD und den Republikanern führte. Lange Zeit war eine Verständigung mit der NPD auf Verbandsebene aufgrund der heterogenen Zusammensetzung der DB allerdings undenkbar. Im Laufe der 2000er Jahre deutete sich jedoch eine Annäherung zwischen DB und rechtsradikalen Gruppierungen an. Rassenkundliche Debatten in kaum verschleierter Sprache der 1930er Jahre und die Schwierigkeit, sich von neonazistischen Gruppierungen abzugrenzen, führten daraufhin zum Austritt zahlreicher gemäßigter Burschenschaften aus dem Dachverband. In Folge dieser Spaltung verlor die DB die Hälfte ihrer Mitglieder und verblieb im Wesentlichen als Sammelbecken des rechtsextremen Randes. Trotz der zahlreichen Austritte herrscht in der DB aktuell eine gewisse Aufbruchsstimmung. Diese gründet sich einerseits auf die Freude über die „von liberalen Geschwülsten befreite“ Organisation. Andererseits wittert man in der im Aufstieg der AfD versinnbildlichten gesamtgesellschaftlichen Rechtsentwicklung Rückenwind. Mit der AfD sei nach Weidinger „nun auch in der BRD eine parteipolitische Perspektive am Horizont aufgetaucht, die in völkischen Korporiertenkreisen größere Hoffnung stiftet, als die NPD es je vermochte.“ Aus Sicht des Historikers Christoph Schulze erschien 2022 „eine Bewertung des gesamten Verbandes als rechtsextrem“ gerechtfertigt. Alexandra Kurth sieht in der DB den korporierten „Dachverband mit der größten Affinität zur extremen Rechten.“

### Rückkehr zum pflichtschlagenden Prinzip
Der Burschentag entschied im Mai 2024 die Rückkehr zum pflichtschlagenden Prinzip, nachdem die meisten fakultativ schlagenden Burschenschaften nicht mehr in der DB vertreten sind.

## Tradition – Farben, Wahlspruch und Hymne

Die Farben der Deutschen Burschenschaft: Schwarz-Rot-Gold

### Die Farben Schwarz-Rot-Gold
Die Farben der Deutschen Burschenschaft sind seit ihrer Gründung die erstmals von der Urburschenschaft verwendeten Farben Schwarz-Rot-Gold, die seit dem Hambacher Fest als deutsche Nationalfarben gelten und 1848, 1919 und 1949 jeweils zu offiziellen Staatsfarben wurden.

### Der Wahlspruch Ehre, Freiheit, Vaterland

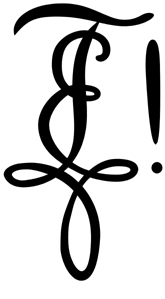
Zirkel der DB („Großer Burschenschafterzirkel“), zusammengesetzt aus den Anfangsbuchstaben des Wahlspruchs Ehre, Freiheit, Vaterland!

Der Wahlspruch der Deutschen Burschenschaft wurde bereits von der Urburschenschaft geführt und lautet Ehre Freiheit Vaterland. Die Mitgliedsburschenschaften sind zur Achtung dieser drei Grundsätze verpflichtet.
Gemäß der Verfassung der Deutschen Burschenschaft fordert der Grundsatz der Ehre „von jedem Burschenschafter eine lautere, aufrechte und wahrhaftige Haltung im Denken, Reden und Handeln. Die unantastbare Würde des Menschen zu achten und zu schützen, ist seine unbedingte Pflicht“.
Der Grundsatz der Freiheit besteht für die Deutsche Burschenschaft aus der persönlichen, der politischen und der akademischen Freiheit und „fordert von jedem Burschenschafter, daß er sich die innere Freiheit des Geistes selbst erwirbt. Der Burschenschafter soll frei von Vorurteilen, unabhängig und selbständig im Denken sowie freimütig und tatkräftig in der Vertretung der eigenen Meinung sein“.
Das Vaterland versteht die Deutsche Burschenschaft im Unterschied zu anderen Korporationsverbänden unabhängig von politischen Grenzen. Dieses umfasst nach ihrer Auffassung den gesamten deutschen Sprach- und Kulturraum: „Die Burschenschaft bekennt sich zum deutschen Vaterland als der geistig-kulturellen Heimat des deutschen Volkes. Unter dem Volk versteht sie die Gemeinschaft, die durch gleiches geschichtliches Schicksal, gleiche Kultur, verwandtes Brauchtum, gleiche Sprache und gleiche Abstammung verbunden ist“. Dem Vaterland-Prinzip zufolge können – anders als bei anderen studentischen Dachverbänden – nur Menschen, die dem „deutschen Kulturkreis“ angehören, Mitglied in einer DB-Burschenschaft werden (siehe auch: Aufnahmevoraussetzungen und Mitgliedschaft).

### Das Burschenschafterlied
Inoffizielle Hymne der Deutschen Burschenschaft ist Schwört bei dieser blanken Wehre, auch Burschenschafterlied genannt. Das Lied ist auf dem Wahlspruch der Burschenschaft – Ehre, Freiheit, Vaterland – aufgebaut. Verfasst wurde der Text 1879 von Rudolf Baumbach. Das Lied wurde noch im selben Jahr Sieger in einem Wettbewerb für österreichische Studentenlieder. Die Vertonung übernahm Hans Treidler.

## Organisation, Aufbau und Funktion

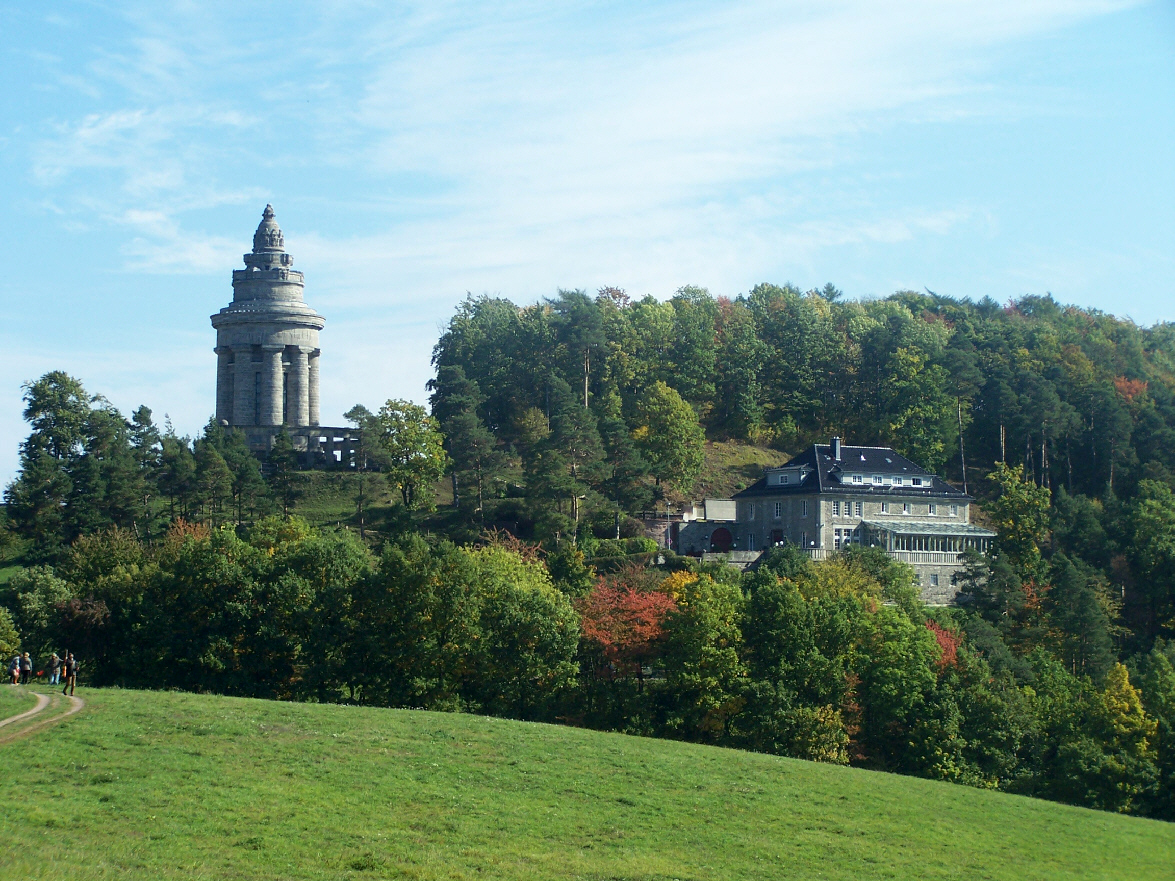
Das Burschenschaftsdenkmal in Eisenach, dem traditionellen Tagungsort der Burschentage

### Organe, Amtsträger und Ausschüsse
Das oberste Organ der Deutschen Burschenschaft ist der Burschentag, die Vollversammlung der einzelnen Mitgliedsburschenschaften. Er legt die politischen und organisatorischen Grundsätze des Verbandes fest, wählt die anderen Organe der Deutschen Burschenschaft und entscheidet über Bestrafungen und Finanzfragen. Jede Burschenschaft und jede Altherrenschaft haben dabei jeweils eine Stimme. Der Burschentag findet seit der Wiedervereinigung wieder alljährlich in Eisenach statt. In den Jahren der Deutschen Teilung tagte der Burschentag in verschiedenen Städten der Bundesrepublik. Häufigster Tagungsort war dabei Landau in der Pfalz.
Die Vorsitzende Burschenschaft organisiert und leitet den Burschentag und die Verbandstagungen, ist für die Durchführung der Beschlüsse des Burschentages sowie für die Pressearbeit verantwortlich. Sie wird jedes Jahr ein Jahr im Voraus vom Burschentag gewählt. In der Zeit zwischen zwei Burschentagen nimmt der Verbandsrat einige Funktionen des Burschentages wahr, allerdings müssen seine Entscheidungen nachträglich durch diesen bestätigt werden. Ihm gehören neben der Vorsitzenden Burschenschaft mehrere Amtsträger qua Amt und zwei Beisitzer an. Der Rechtsausschuss überprüft die Einhaltung der Verfassung der DB durch die anderen Organe.
Neben diesen Organen hat die DB noch sechs ständige Amtsträger: den Schatzmeister, zwei Kassenprüfer, den Schriftleiter der Burschenschaftlichen Blätter, zwei Verbandsobmänner und den Pressereferenten.

### Verband der Vereinigungen Alter Burschenschafter (VVAB)
1890 wurde in Marburg die erste Vereinigung Alter Burschenschafter (VAB) gegründet. Seitdem entstanden in verschiedenen Städten insgesamt über 100 VAB. Diesen treten die Alten Herren bei, die nach Abschluss ihres Studiums mit der DB verbunden bleiben und an ihrem Wohnort weiterhin burschenschaftliche Arbeit leisten wollen. Die VAB sind im Verband der Vereinigungen Alter Burschenschafter (VVAB) organisiert. Die Leitung des VVAB wird von einer regelmäßig wechselnden VAB übernommen.

### Arbeitsabkommen und Kartelle
Die DB unterhält Freundschafts- und Arbeitsabkommen mit dem Bund Chilenischer Burschenschaften sowie dem Conservativen Delegierten-Convent.
Mit Ende des Jahres 2012 trat die Deutsche Burschenschaft aus dem Convent Deutscher Akademikerverbände (CDA) aus.
Innerhalb der Deutschen Burschenschaft gibt es sogenannte Kartelle, das sind freundschaftlich oder politisch begründete Zusammenschlüsse von Mitgliedsbünden, beispielsweise das Schwarz-Rot-Goldene Kartell oder das Ostdeutsche Kartell, außerdem den mit einer Fraktion vergleichbaren verbandspolitischen Interessenverband Burschenschaftliche Gemeinschaft (BG) und die Initiative Burschenschaftliche Zukunft (IBZ).

### Politische Arbeit
Die Deutsche Burschenschaft ist einer der wenigen korporativen Dachverbände mit dezidiert politischen Zielen. Diese basieren bei der Deutschen Burschenschaft auf ihrem Wahlspruch Ehre, Freiheit, Vaterland. Hauptziel der politischen Arbeit der Deutschen Burschenschaft ist die „politische Bildung junger Burschenschafter zur Verwirklichung burschenschaftlicher Ideale“. Seit ihrem Bestehen setzt sich die Deutsche Burschenschaft für die „enge Verbundenheit aller Teile des deutschen Volkes in Freiheit“ ein. Sie hielt daher auch in der Zeit der Teilung Deutschlands infolge des Zweiten Weltkriegs am Ziel der Wiedervereinigung fest. Seitdem setzt sie sich für die „uneingeschränkte kulturelle Entfaltung und Selbstbestimmung“ aller Völker in einem freien Europa ein. Die DB betätigt sich auch hochschulpolitisch. So fordert sie seit 2005 eine Abschaffung der Studiengebühren.
Parteipolitisch versteht sich die Deutsche Burschenschaft als neutral: „In Verfolgung der burschenschaftlichen Ideale gibt es für die Deutsche Burschenschaft keine Bindung an eine bestimmte politische Partei oder politische Gruppe.“ Auf der Ebene der Parteipolitik fungiert die DB, wenngleich ein großer Teil ihrer Angehörigen keiner Partei zugehörig ist, de facto als eine Sammelstelle vor allem für die politische Rechte, sowohl die demokratische als auch die antidemokratische. Das Spektrum umfasst dabei die Unionsparteien CDU/CSU, die Republikaner, die ehemalige Schill-Partei oder den Bund Freier Bürger (BFB), die Alternative für Deutschland (AfD), die Nationaldemokratische Partei Deutschlands (NPD), bis hin zur 1994 verbotenen Freiheitlichen Arbeiterpartei (FAP) und der im selben Jahr verbotenen Nationalistischen Front (NF) sowie der Freiheitlichen Partei Österreichs (FPÖ).
Auf eine kleine Anfrage der Bundestagsfraktion Die Linke antwortete die Bundesregierung im Januar 2007, dass ihr zu einer Nähe von NPD und Deutsche Burschenschaft keine Erkenntnisse vorlägen.
Am 27. März 2006 beschloss der Parteivorstand der SPD die Unvereinbarkeit einer gleichzeitigen Mitgliedschaft in einer Burschenschaft der Burschenschaftlichen Gemeinschaft und in der SPD. Im Juni 2007 wertete das Landgericht Berlin den Ausschluss eines Burschenschafters aus der SPD aufgrund dieses Beschlusses als willkürlich und hob ihn wegen Verstoßes gegen das Parteiengesetz auf. Am 20. Juni 2016 beschloss der SPD-Parteivorstand die Unvereinbarkeit der Mitgliedschaft in einer DB-Burschenschaft und in der SPD.
Seit dem Jahr 2014 sind Burschenschafter der DB zunehmend in der AfD aktiv, etwa Joachim Paul, Christian Wirth, Nikolaus Kramer oder Dubravko Mandic. Beobachter erklären sich dies damit, dass durch die zahlreichen Skandale aufgrund von rechtsextremen Einstellungen in den letzten Jahren Burschenschafter zunehmend an gesellschaftlichem Einfluss verloren hätten und auch in den Unionsparteien kaum noch Rückhalt fänden; die Gründung der AfD als einer politischen Formation rechts der CDU/CSU habe diesen eine neue Heimat geboten.

## Mitgliedsburschenschaften
Liste der Burschenschaften in der Deutschen Burschenschaft
Aachen:
Brünner Libertas.
Bayreuth:
Thessalia Prag.
Berlin:
Arminia •
Germania •
Gothia •
Märker.
Bielefeld:
Normannia-Nibelungen.
Bonn:
Raczeks.
Braunschweig:
Thuringia.
Dresden:
Arminia Leipzig •
Salamandria.
Düsseldorf:
Rhenania-Salingia.
Erlangen:
Frankonia.
Freiberg:
Glückauf.
Freiburg:
Saxo-Silesia.
Gießen:
Dresdensia-Rugia.
Graz:
Allemannia •
Arminia •
Carniola •
Cheruskia •
Germania;•
Marko-Germania.
Greifswald:
Markomannia Aachen •
Rugia.
Halle:
Germania.
Hamburg:
Germania •
Hansea-Alemannia.
Hannover:
Ghibellinia-Leipzig.
Innsbruck:
Brixia •
Suevia.
Jena:
Burgkeller.
Karlsruhe:
Tuiskonia.
Kassel:
Germania.
Kiel:
Königsberger Alemannia.
Köln:
Germania.
Leipzig:
Arminia •
Germania.
Leoben:
Cruxia •
Leder.
Linz:
Arminia Czernowitz.
Mainz:
Germania Halle.
Marburg:
Germania •
Normannia-Leipzig •
Rheinfranken.
München:
Alemannia •
Cimbria •
Danubia •
Stauffia.
Münster:
Franconia.
Osnabrück:
Arkadia-Mittweida.
Rostock:
Redaria-Allemannia.
Salzburg:
Gothia.
Wien:
Albia •
Aldania •
Bruna Markomannia •
Gothia •
Libertas •
Moldavia •
Nibelungia •
Oberösterreicher Germanen •
Olympia •
Silesia •
Teutonia.
Würzburg:
Prager Teutonia.

## Aufnahmevoraussetzungen und Mitgliedschaft
Mitglied in Burschenschaften, die der Deutschen Burschenschaft angehören, können nur männliche deutsche Studenten werden. Seit 1999 steht die Mitgliedschaft auch Fachhochschülern offen. Den einzelnen Mitgliedsburschenschaften ist es jedoch freigestellt, auch schärfere Aufnahmekriterien festzulegen. Viele Burschenschaften nehmen beispielsweise keine Kriegsdienstverweigerer auf, andere auch weiterhin keine Fachhochschüler. Eine Mitgliedschaft von nichtdeutschen Studenten hat der Rechtsausschuss in einem Gutachten vom 1. November 1958 für unvereinbar mit den Grundsätzen der DB erklärt:

„Da jede Einzelburschenschaft die Grundsätze der Deutschen Burschenschaft anerkannt hat und verpflichtet ist, an der gemeinsamen Verwirklichung dieser Grundsätze mitzuwirken (Art. 1 Abs. 1 VerfDB), darf sie nur solche Mitglieder aufnehmen, die persönlich in der Lage sind, die Grundsätze der Deutschen  Burschenschaft nicht nur anzuerkennen, sondern auch zu verwirklichen. […]

Ein nichtdeutscher Student ist nicht in der Lage, an der vollen Verwirklichung der Grundsätze der Deutschen Burschenschaft mitzuwirken. Mag er auch sonst ein freier und ehrlicher Bursch sein, so kann er daneben die höchste Lebensverpflichtung eines jeden Burschenschafters, für sein deutsches Vaterland zu leben und zu kämpfen, nicht erfüllen.“

Eine Mitgliedschaft von Ausländern ist demnach zulässig, wenn eine Zugehörigkeit zum deutschen Volkstum vorliegt. Wegen des sogenannten volkstumsbezogenen Vaterlandsbegriffs, der von Kritikern in der DB als „völkische Vaterlandsideologie“ kritisiert wurde, ist die Staatsangehörigkeit unerheblich. Die Bestimmungen für eine Mitgliedschaft sind mitverantwortlich für kontroverse Diskussionen innerhalb der Deutschen Burschenschaft. Der Rechtsausschuss der Deutschen Burschenschaft bekräftigte 2011, nachdem sich eine Kontroverse daran entzündet hatte, dass einzelne Burschenschaften Mitglieder mit Migrationshintergrund aufgenommen hatten:

„Die Deutsche Burschenschaft versteht unter dem deutschen Volk die Gemeinschaft, die durch gleiches geschichtliches Schicksal, gleiche Kultur, verwandtes Brauchtum und gleiche Sprache verbunden ist (Art. 9 VerfDB). Die deutsche Volkszugehörigkeit ist danach an verschiedene Merkmale wie Abstammung, Sprache, Erziehung, Kultur und Bekenntnis geknüpft. Die Abstammung ist somit ein wesentliches, aber nicht das alleinige Merkmal zur Beurteilung der Volkszugehörigkeit. Es ist möglich, dass ein Abkömmling deutscher Volkszugehöriger durch Assimilierung an ein fremdes Volkstum seine deutsche Volkszugehörigkeit verliert. Umgekehrt ist auch denkbar, dass ein Abkömmling fremder Volkszugehöriger durch Assimilation die deutsche Volkszugehörigkeit erwirbt.“

Die „Abstammungsdebatte“ führte dazu, dass einige Burschenschaften, die mit den in der Debatte vorgebrachten völkischen oder rassistischen Argumenten nicht in Verbindung gebracht werden wollten, den Verband verließen.

## Kontroversen und Kritik
Von Sozialwissenschaftlern, politischen Gruppen und Parteien wird bei der Deutschen Burschenschaft ein unklares Verhältnis zum Rechtsextremismus und zur sogenannten Neuen Rechten gesehen. Die antisemitischen Beschlüsse des Burschentages 1920 sind ein weiterer Punkt, auf den sich die Kritik an der Deutschen Burschenschaft auch heute noch stützt. In Österreich wird Burschenschaften allgemein ein starker Bezug zum deutschnationalen Lager und die ablehnende Haltung zur Idee einer österreichischen Nation vorgeworfen. Besonders die Wiener akademische Burschenschaft Olympia und die Burschenschaft Brixia Innsbruck stehen dabei im Fokus der Kritik. In den 1960er Jahren waren Mitglieder dieser Burschenschaften, die später in die Deutsche Burschenschaft aufgenommen wurden, in terroristische Aktivitäten in Südtirol verwickelt. Der spätere DB-Funktionär Nachtmann wurde deswegen 1970 in einem der sogenannten „Südtirol-Prozesse“ in Florenz in Abwesenheit verurteilt. Das Dokumentationsarchiv des österreichischen Widerstandes (DÖW) kritisiert das Festhalten am „volkstumbezogenen Vaterlandsbegriff“ als „völkischen Nationalismus“.
Kritik an der politischen Ausrichtung der Deutschen Burschenschaft wird nicht zuletzt auch von anderen Studentenverbindungen erhoben. 1998 kam es beim Festakt der Korporationen in der Frankfurter Paulskirche zu einem Eklat: Die Alten Herren der Kösener und Weinheimer Corps lehnten eine offizielle Teilnahme ab, da die Deutsche Burschenschaft einen zu großen Einfluss auf die Veranstaltung genommen habe. Es gebe in ihr Burschenschaften, „in denen nachweisbar rechtsextremistisches und nationalistisches Gedankengut vertreten wird und in denen frauenfeindliche und rassistische Ideen fröhliche Urständ feiern“. Dies wolle man nicht durch eine Teilnahme unterstützen. Die Corpsverbände traten daraufhin 1999 sowohl aus dem Convent Deutscher Akademikerverbände (CDA) als auch dem Convent Deutscher Korporationsverbände (CDK) aus.
2001 geriet die Deutsche Burschenschaft in die Schlagzeilen, nachdem der Münchner Burschenschaft Danubia vorgeworfen wurde, einen rechtsextremen Gewalttäter versteckt zu haben. Von Seiten der Burschenschaft wird die Anwesenheit des Täters nicht bestritten, wohl aber, dass man von der vorangegangenen Schlägerei gewusst habe. Günther Beckstein, selbst Alter Herr einer musischen Studentenverbindung und zu der Zeit bayerischer Innenminister, kritisierte, Rechtsextremisten versuchten, in akademischen Burschenschaften und über diese an den Hochschulen Einfluss zu gewinnen. Bayern wolle nicht wegsehen, wenn Rechtsextremisten Kontakte mit Burschenschaften pflegten oder gar versuchten, akademische Verbindungen zu unterwandern. Einzelne Burschenschaften der Deutschen Burschenschaft wurden oder werden in der Folge von verschiedenen deutschen Landesämtern für Verfassungsschutz überwacht. In den Jahren 2015/2016 betraf dies beispielsweise die Aktivitas der Münchner Burschenschaft Danubia, die Aktivitas der Burschenschaft Frankonia Erlangen und die Hamburger Burschenschaft Germania. Eine Beobachtung der gesamten Deutschen Burschenschaft lehnt das Bundesamt für Verfassungsschutz ab. In der Antwort auf eine parlamentarische Anfrage der Linken hieß es im Januar 2007 dazu: „Die ganz überwiegende Zahl der Mitgliedsburschenschaften unterhält keine Kontakte zu Rechtsextremisten“ und „auch zum jetzigen Zeitpunkt liegen hinreichende Anhaltspunkte für Bestrebungen, die gegen die freiheitlich-demokratische Grundordnung gerichtet sind, nicht vor“. Diese Aussage wurde von der Bundesregierung 2011, 2012, 2013, 2014, 2019, 2020 und 2022 erneuert.
Die Politikwissenschaftlerin Alexandra Kurth sagte zu einem im August 2011 veröffentlichten Artikel in der rechtsextremen Zeitschrift Die Aula unter dem Titel Paßtum contra Volkstum von Fred Duswald (Danubia München): „Der Text ist boshaft und rechtsextrem, das ist unterster Stammtischrassismus.“ Dieser Artikel und die mögliche Klage eines liberalen Burschenschafters hinterließen den Eindruck, dass beide Seiten eine Spaltung forcierten: „Alle Versuche, die rassistischen Tendenzen abzuwiegeln, die seit dem Burschentag öffentlich geworden sind, scheinen gescheitert zu sein“, nun bräche „ein Konflikt innerhalb der Deutschen Burschenschaft offen aus, der bereits Jahre unter dem Deckel kochte.“
2011 löste ein von der Alten Breslauer Burschenschaft der Raczeks gestellter Ausschlussantrag gegen die Burschenschaft Hansea Mannheim bundesweit Kritik aus, da der Ausschlussantrag mit der Mitgliedschaft eines chinesischstämmigen Burschenschafters begründet wurde. Der Antrag wurde nicht behandelt.
Kritisiert wurde die Deutsche Burschenschaft auch, weil mit Herwig Nachtmann (u. a. verurteilt wegen Verstoßes gegen das NS-Wiederbetätigungsverbot) und Norbert Weidner (u. a. ehemaliger Funktionär der verbotenen FAP) einschlägig bekannte Rechtsextremisten in die Ämter des Pressesprechers beziehungsweise Schriftleiters des Verbandsorgans Burschenschaftliche Blätter gewählt wurden. Weidner wurde 2012 in einem Spiegel-Online-Artikel dafür kritisiert, in einem in der Mitgliedszeitung der Alten Breslauer Burschenschaft der Raczeks abgedruckten Leserbrief die Verurteilung und Hinrichtung von Dietrich Bonhoeffer im Jahr 1945 als „Landesverräter“ als „rein juristisch gerechtfertigt“ zu bezeichnen. Der Leserbrief war eine Antwort auf einen Artikel eines anderen Mitglieds der Raczeks, der Bonhoeffer als „Vorbild für heutige Burschenschafter“ genannt hatte. Im Juni 2012 scheiterte eine Abwahl Weidners, eine erneute Abstimmung im November 2012 führte schließlich zur vorzeitigen Abwahl Weidners. Von 2017 bis 2020 war der rechtsextreme Aktivist Philip Stein ihr Pressesprecher.
Im Jahr 2014 hat der Stiftungsrat Wartburg mit Hinblick auf die politische Entwicklung innerhalb der Deutschen Burschenschaft beschlossen, den Burghof nicht mehr für den Festakt des Burschentags zur Verfügung zu stellen. Der Festakt fand deshalb erstmals am Burschenschaftsdenkmal statt.

## Persönlichkeiten

### Mitglieder
- Hannes Amesbauer
- Stefan Berger
- Kurt U. Bertrams
- Hartmut Beucker
- Dieter Bischoff
- Lothar Blatt
- Armin Blind
- Kurt Bock
- Reinhard Eugen Bösch
- Torben Braga
- Christian Brandes
- Michael Büge
- Herwig Büchele
- Björn Clemens
- Kai Diekmann
- Rainer Dieterich
- Volker Dringenberg
- Gerald Ebinger
- Fritz Ebner
- Klaus Esser
- Wilhelm Figl
- Jürgen Gansel
- Claus Heinrich Gattermann
- Hans Jürgen Gerner
- Knut Gerschau
- Fritz Goergen
- Martin Graf
- Marcel Grauf
- Johann Gudenus
- Norbert Gugerbauer
- Udo Guggenbichler
- Christian Hafenecker
- Daniel Halemba
- Dieter Harms
- Markus Hein
- Sandro Hersel
- Johann Herzog
- Alfons Hueber
- Rüdiger Imgart
- Paul Jansen
- Hans-Jörg Jenewein
- Wolf Jöckel
- Alexander Jungbluth
- Peter Jutzi
- Franz Kadell
- Bernd Kallina
- Gerhard Kaniak
- Peter Kapral
- Axel Kassegger
- Martin Kohlmann
- Enrico Komning
- Werner Königshofer
- Hans-Ulrich Kopp
- Dietbert Kowarik
- Nikolaus Kramer
- Maximilian Krauss
- Helmut Krueger
- Klaus Kunze
- Peter Kurth
- Christian Leyroutz
- Bernd Lindinger
- Damian Lohr
- Werner Mäder
- Klaus Malettke
- Broder J. Merkel
- Ekkehart Meroth
- Julian Monaco
- Sebastian Münzenmaier
- Herwig Nachtmann
- René Nehring
- Norbert Nemeth
- Dominik Nepp
- Christian Neschwara
- Benjamin Nolte
- Martin Pfeiffer
- Joachim Paul
- Alexander Pawkowicz
- Michael Raml
- Bernhard Rösch
- Walter Rosenkranz
- Michael Schäfer
- Zacharias Schalley
- Arne Schimmer
- Martin Schmidt
- Jörg Schneider
- Burkhard Schöbener
- Eduard Schock
- Philipp Schrangl
- Jürgen Sonntag
- Rudolf Stark
- Philip Stein
- Thore Stein
- Felix Teichner
- Klaus Turek
- Wolfgang Vehse
- Michael Friedrich Vogt
- Alfred Wansch
- Norbert Weidner
- Peter Weiß
- Detlef Wimmer
- Christian Wirth
- Alexander Wolf

### Ehemalige Mitglieder
- Hartmut Bartmuß
- Maik Bunzel
- Jürgen Damrau
- Klaus Eberhardt
- Gernot Graeßner
- Bernd Haunfelder
- Martin Hellwig
- Günther Herzogenrath-Amelung
- Hubert Keyl
- Dubravko Mandic
- Alexander Markovics
- Kurt-Ulrich Mayer
- Felix Menzel
- Michael Müller
- Thorsten Prenzler
- Mathias Rochow
- Stefan Rochow
- Rezzo Schlauch
- Jürgen Schwab
- Martin Sellner
- Harald Stefan
- Volker Stoltz
- Heinrich Weber-Grellet
- Hans-Helmut Wegner

### Verstorbene Mitglieder
- Hans Achatz
- Carl Bosch
- Hans Werner Bracht
- Karl-Heinz Breuker
- Norbert Burger
- Johann-Tönjes Cassens
- Georg Fleischmann
- Herbert Fleissner
- Ferdinand Friedensburg
- Reinhard Furrer
- Alfred Gille
- Carl Haidn
- Fritz Hellwig
- Rigolf Hennig
- Mirko Jelusich
- Gustav Jonak
- Helmuth Josseck
- Ernst Kaltenbrunner
- Andreas Karlsböck
- Fritz Klimmek
- Peter Kienesberger
- Walter Krauland
- Karl Heinrich Krüger
- Harald Lönnecker
- Peter Lücker
- Karl Mauss
- Otto Meitinger
- Hans Merkel
- Theodor Mommsen
- Walter Nissen
- Manuel Ochsenreiter
- Hermann Oeser
- Rainer Pawkowicz
- Gerhard Pendl
- Josef Felix Pompeckj
- Reinhard Pozorny
- Gerhard Reischl
- Richard Rezar
- Carl-Heinz Rodenberg
- Rudolf Rübberdt
- Gerhard Schacht
- Otto Schwarz
- Harald Seewann
- Otto Skorzeny
- Erwin Stein
- Klaus Steinbrück
- Fritz Stüber
- Lutz Weinzinger
- Wolfgang Wolfram von Wolmar

### Allgemeines
- Helmut Asmus (Hrsg.): Studentische Burschenschaften und bürgerliche Umwälzung. Zum 175. Jahrestag des Wartburgfestes. Berlin 1992.
- Hans-Georg Balder: Geschichte der Deutschen Burschenschaft. WJK-Verlag, 2005, ISBN 3-933892-25-2.
- Deutsche Burschenschaft (Hrsg.): Handbuch der Deutschen Burschenschaft. Verlag BurschenDruck, 2005, ISBN 3-00-016245-3.
- Dietrich Heither, Michael Gehler, Alexandra Kurth: Blut und Paukboden. Fischer (Tb.), Frankfurt 2001, ISBN 3-596-13378-5.
- Sonja Kuhn: Die Deutsche Burschenschaft. Eine Gruppierung im Spannungsfeld zwischen Traditionsformalismus und Traditionsstiftung. Eine Analyse für den Zeitraum von 1950 bis 1999. Diplomarbeit Bamberg 1999 (gedruckt 2002).
- Kurt Stephenson, Alexander Scharff (Hrsg.): Leben und Leistung. Burschenschaftliche Doppelbiographien, Bd. 2. Heidelberg 1967.
- Bernhard Weidinger[136]: „Im Nationalen Abwehrkampf der Grenzlanddeutschen“. Akademische Burschenschaften und Politik in Österreich nach 1945 (Dissertation). Böhlau Verlag, Wien/Köln/Weimar 2015, ISBN 978-3-205-79600-8 (Inhaltsverzeichnis (pdf), Leseprobe; 6 MB).
- Matthias Stickler: Die Krise der Deutschen Burschenschaft. Gastbeitrag in der FAZ vom 12. Februar 2014 (online).

### Mitgliederverzeichnisse
- Wechselnde Herausgeber, unter anderem Ernst Elsheimer: Verzeichnis der Alten Burschenschafter. Verschiedene Ausgaben zwischen 1893 und 1933.
- Willy Nolte (Hrsg.): Burschenschafter-Stammrolle. Verzeichnis der Mitglieder der Deutschen Burschenschaft. Sommer-Semester 1934.
- Friedrich Vohl (Hrsg.): Burschenschafter-Stammrolle 1991. Nach dem Stand vom 1. Januar 1991. (unvollständig)

### Zur Geschichte der Deutschen Burschenschaft
- Paul Wentzke: Geschichte der Deutschen Burschenschaft. I. Band: Vor- und Frühzeit bis zu den Karlsbader Beschlüssen. Heidelberg 1965, ISBN 3-8253-1338-7.
- Georg Heer: Geschichte der Deutschen Burschenschaft. II. Band: Die Demagogenzeit. Von den Karlsbader Beschlüssen bis zum Frankfurter Wachensturm. (1820–1833). Heidelberg 1965, ISBN 3-8253-1342-5.
- Georg Heer: Geschichte der Deutschen Burschenschaft. III. Band: Die Zeit des Progresses. Von 1833 bis 1859. Heidelberg 1965, ISBN 3-8253-1343-3.
- Georg Heer: Geschichte der Deutschen Burschenschaft. IV. Band: Die Burschenschaft in der Zeit der Vorbereitung des zweiten Reiches, im zweiten Reich und im Weltkrieg. Von 1859 bis 1919. Heidelberg 1977, ISBN 3-533-01348-0.
- Helma Brunck: Die Deutsche Burschenschaft in der Weimarer Republik und im Nationalsozialismus. München 2000, ISBN 3-8004-1380-9.
- Franz Egon Rode: Die Universitätsburschenschaften im Kaiserreich. In: Christian Oppermann (Hrsg.): Darstellungen und Quellen zur Geschichte der deutschen Einheitsbewegung im neunzehnten und zwanzigsten Jahrhundert, Bd. 23, Universitätsverlag Winter, Heidelberg 2021, ISBN 978-3-8253-4727-7.